# Unione Roveresca
L'Unione Roveresca è stata un'unione di comuni della Provincia di Pesaro e Urbino, formata dai comuni di Barchi, Orciano di Pesaro, Piagge e San Giorgio di Pesaro, fino al 1º gennaio 2017, data in cui l'unione è divenuta fusione. I quattro comuni si sono infatti uniti nel nuovo comune sparso denominato Terre Roveresche, diventando municipi.
Si trattava di un'aggregazione tra municipalità per la comune erogazione di servizi. I quattro territori comunali sono situati sul crinale tra i fiumi Cesano e Metauro e risultano omogenei tra loro per storia, tradizione e contesto ambientale di media collina.

## Geografia dell'Unione
Gli abitanti dell'Unione Roveresca sono distribuiti nei capoluoghi comunali e nelle rispettive frazioni.
- Barchi (967 abitanti) con le frazioni di San Bartolo, Vergineto e Villa del Monte.
- Orciano di Pesaro (2 028 abitanti) con le frazioni di Schieppe, Montebello e Rupoli.
- Piagge (1 022 abitanti) con le frazioni di Cerbara, Montale e San Filippo.
- San Giorgio di Pesaro (1 388 abitanti) con le frazioni di Montecucco, Poggio, Sacramento e Spicello.

L'Unione Roveresca confina con i comuni di Cartoceto, Fano, Fratte Rosa, Mondavio, Montemaggiore al Metauro, Monte Porzio, San Costanzo, Sant'Ippolito e Serrungarina.

## Comuni
- Barchi. È il più piccolo dei quattro comuni, si estende a sud di Orciano, il centro abitato ha un'altezza massima di 319 m s.l.m. ed il centro storico è oggetto di interesse poiché è stato progettato dall'architetto Filippo Terzi nel cinquecento.
- Orciano di Pesaro. È il comune più popolato con poco più di 2 000 abitanti, il centro storico è caratterizzato dallo svettare dei 2 campanili, simboli del paese, circondati dalle antiche mura. La sede comunale è anche sede principale dell'Unione Roveresca. Nella frazione di Schieppe si trova una moderna zona artigianale che insieme a Cerbara di Piagge forma il cuore economico dell'Unione.
- Piagge. È il comune più a nord, nonché il più vicino alla città di Fano. Storicamente sembra essere il più antico poiché la sua fondazione risale all'età romana quando allora era denominato: "Lubacaria". Il comune odierno conta poco più di 1 000 abitanti, ma è quello con maggior densità di popolazione e si estende dai 30 m s.l.m. (dove si trova la frazione di Cerbara, contenente una moderna zona artigianale) a 220 m nel punto più alto.
- San Giorgio di Pesaro. È il secondo comune per popolazione e il centro abitato si estende tra i comuni di Piagge e Orciano.

## Amministrazione
L'Unione Roveresca è presieduta a turno da uno dei sindaci dei quattro comuni. Dal 9 settembre 2016 al 1º gennaio 2017 il presidente è stato Maurizio Cionna, sindaco di Piagge; il vicepresidente è stato Claudio Patregnani, sindaco di Barchi.

## Economia
Sono presenti due zone artigianali-industriali nei comuni di Piagge, presso la frazione di Cerbara, e di Orciano di Pesaro, presso la frazione di Schieppe.

## Referendum consultivo per l'istituzione di un nuovo comune
Il 20 settembre 2016 l'Assemblea legislativa della regione Marche ha deliberato l'indizione di un referendum consultivo in merito alla proposta di legge n. 82/2016, concernente l'istituzione di un nuovo comune mediante fusione dei comuni di Barchi, Orciano di Pesaro, Piagge e San Giorgio di Pesaro, stabilendo il seguente quesito referendario: "Vuoi tu che sia istituito un nuovo Comune mediante la fusione dei Comuni di Barchi, Orciano di Pesaro, Piagge e San Giorgio di Pesaro?".
Il referendum è stato fissato nelle quattro municipalità interessate, tramite decreto del governatore della regione Marche Luca Ceriscioli, per il giorno 13 novembre 2016, dalle ore 7 alle 23.
| Risultati      | Risultati  | Risultati         | Risultati  | Risultati             | Risultati   |
|                | Barchi     | Orciano di Pesaro | Piagge     | San Giorgio di Pesaro | Totale      |
| -------------- | ---------- | ----------------- | ---------- | --------------------- | ----------- |
| Elettori       | 907        | 1817              | 869        | 1265                  | 4858        |
| Votanti        | 418        | 759               | 453        | 673                   | 2303        |
| Affluenza      | 46,09%     | 41,77%            | 52,13%     | 53, 20%               | 47,41%      |
| Sì             | 346 83,37% | 625 82,67%        | 283 63,60% | 482 72,92%            | 1736 76,24% |
| No             | 69 16,51%  | 131 17,26%        | 162 35,76% | 179 26,60%            | 541 23,49%  |
| Schede bianche | 1          | 2                 | 4          | 7                     | 14          |
| Schede nulle   | 2          | 1                 | 4          | 5                     | 12          |

La proposta di legge n. 82/2016 è stata approvata con deliberazione legislativa il 6 dicembre 2016, quindi convertita in legge regionale n. 28/2016 e pubblicata nel BUR della Regione Marche n. 134 del 7 dicembre 2016. Suddetta legge regionale prevede l'istituzione di un unico comune denominato Terre Roveresche a decorrere dal 1º gennaio 2017, mediante fusione dei comuni di Barchi, Orciano di Pesaro, Piagge e San Giorgio di Pesaro.